# ISO 3166-2:TJ
ISO 3166-2:TJ è uno standard ISO che definisce i codici geografici delle suddivisioni del Tagikistan; è un sottogruppo dello standard ISO 3166-2.
I codici sono assegnati a tre delle quattro regioni del paese (il codice del Dušanbe è stato soppresso nel 2002); sono formati da TJ- (sigla ISO 3166-1 alpha-2 dello Stato), seguito da due lettere.

## Codici
| Codice | Provincia                                | Categoria        |
| ------ | ---------------------------------------- | ---------------- |
| TJ-DU  | Dušanbe                                  | città autonoma   |
| TJ-GB  | Gorno-Badachshan                         | regione autonoma |
| TJ-KT  | Chatlon                                  | regione          |
| TJ-RA  | Distretti di Subordinazione Repubblicana | regione          |
| TJ-SU  | Suƣd                                     | regione          |

Il codice del Dušanbe era TJ-KR.